# Pharmaprix
Pharmaprix, appelée Shoppers Drug Mart en anglais, est une chaîne canadienne de pharmacies fondé par Murray Koffler en 1985. Elle est la plus importante chaîne de pharmacies au Canada.   
Le groupe est 100% détenu par le géant Loblaw.

## Activités
Pharmaprix et Shoppers Drug Mart exploitent plus de 1 200 pharmacies. En général de moyenne et grande surface, les pharmacies comportent plusieurs sections : vente de médicaments, de préservatifs et de matériels orthopédiques, produits naturels et homéopathiques, produits de beauté et cosmétiques, parfums, produits capillaires, savons et autres produits d’hygiène personnelle, dentifrices et rinces-bouches, produits pour bébés, couches et serviettes hygiéniques, cartes de souhaits, centre photo (plusieurs pharmacies offrent le service de développement des photos numériques sur place), comptoir postal, etc. On y retrouve même des rayons de nourritures sèches et de boissons.

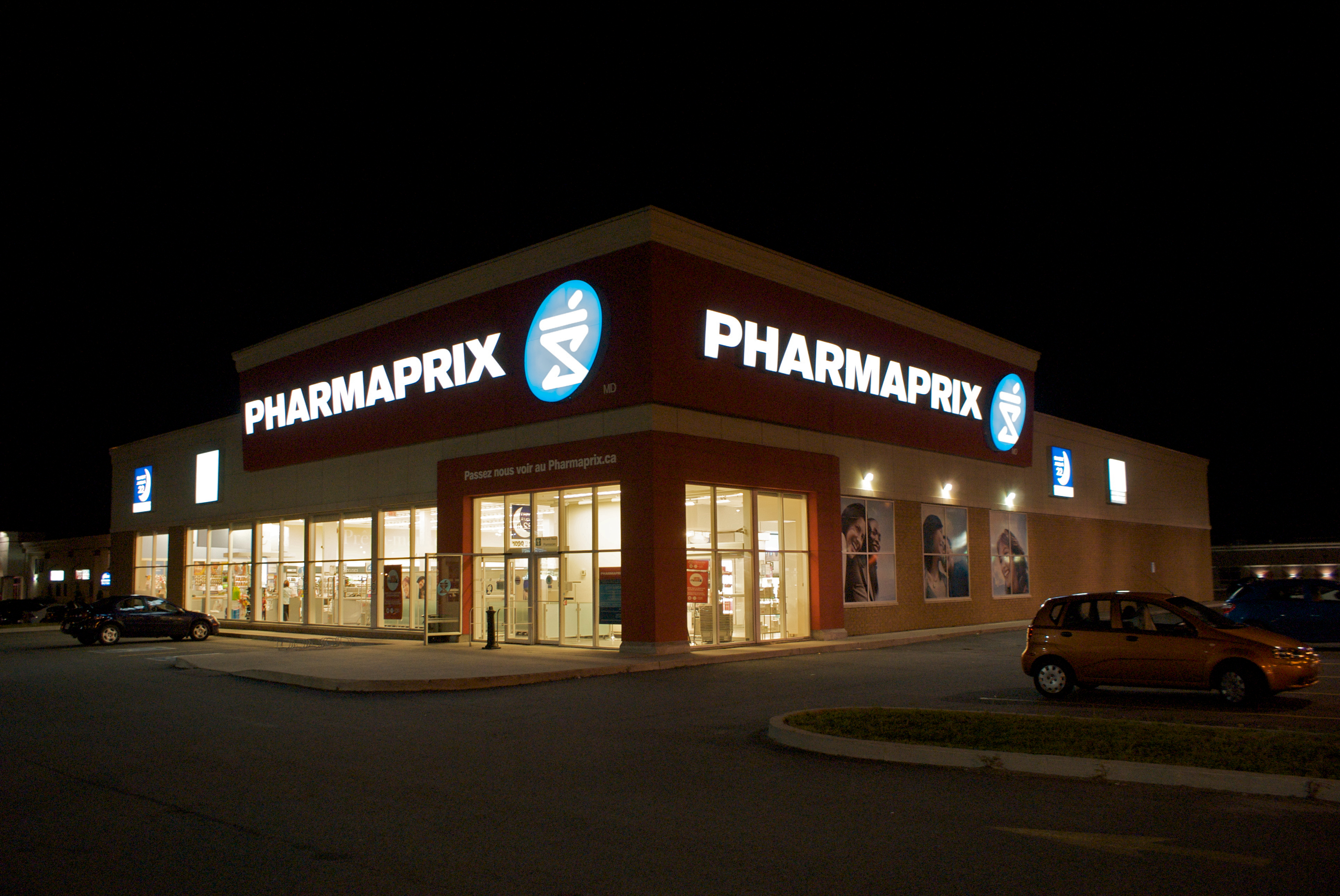
Pharmacie Pharmaprix d’Alma.

Depuis le début du XXIe siècle, le nouveau concept de la chaîne inclut une aire de produits cosmétiques de qualité de style européenne et ouverte (la Boutique Beauté) ainsi qu’une section alimentaire plus vaste incluant entre autres produits réfrigérés et congelés (le Mini-Marché)). En 2008, la chaîne lança également la gamme diversifiée de produits biologiques Nativa Biologiques.
La chaîne est présente dans toutes les provinces et territoires du Canada. La plus forte concentration de pharmacies se retrouvent en Ontario : il y a un établissement par 25 000 habitants. Au Québec, le ratio est d’environ un établissement par 45 000 personnes, contre un par 35 000 personnes dans l’Ouest.
La chaîne a ouvert ou acquis 121 pharmacies au Canada en 2007 et prévoit en établir ou en acquérir de 120 à 130 nouvelles en 2008 à la suite d’investissements financés à l’interne. Les nouvelles pharmacies du Québec vont exceptionnellement bien, selon le président Jürgen Schreiber en février 2008.
Les pharmacies proposent toutes les marques nationales populaires, mais la société commercialise également ses propres produits sous la marque Life et les cosmétiques Quo. Elle a également son propre programme de fidélisation, le programme Pharmaprix Optimum.

## Historique
Le pharmacien Murray Koffler avait hérité de son père de deux pharmacies dans la région de Toronto et en 1962, après avoir étendu ce réseau à 17 commerces, il songea qu’il était possible de mettre sur pied un regroupement de pharmacies d’envergure nationale sans sacrifier le service personnalisé offert par le pharmacien dans sa communauté. Il nomma sa chaîne Shoppers Drug Mart.

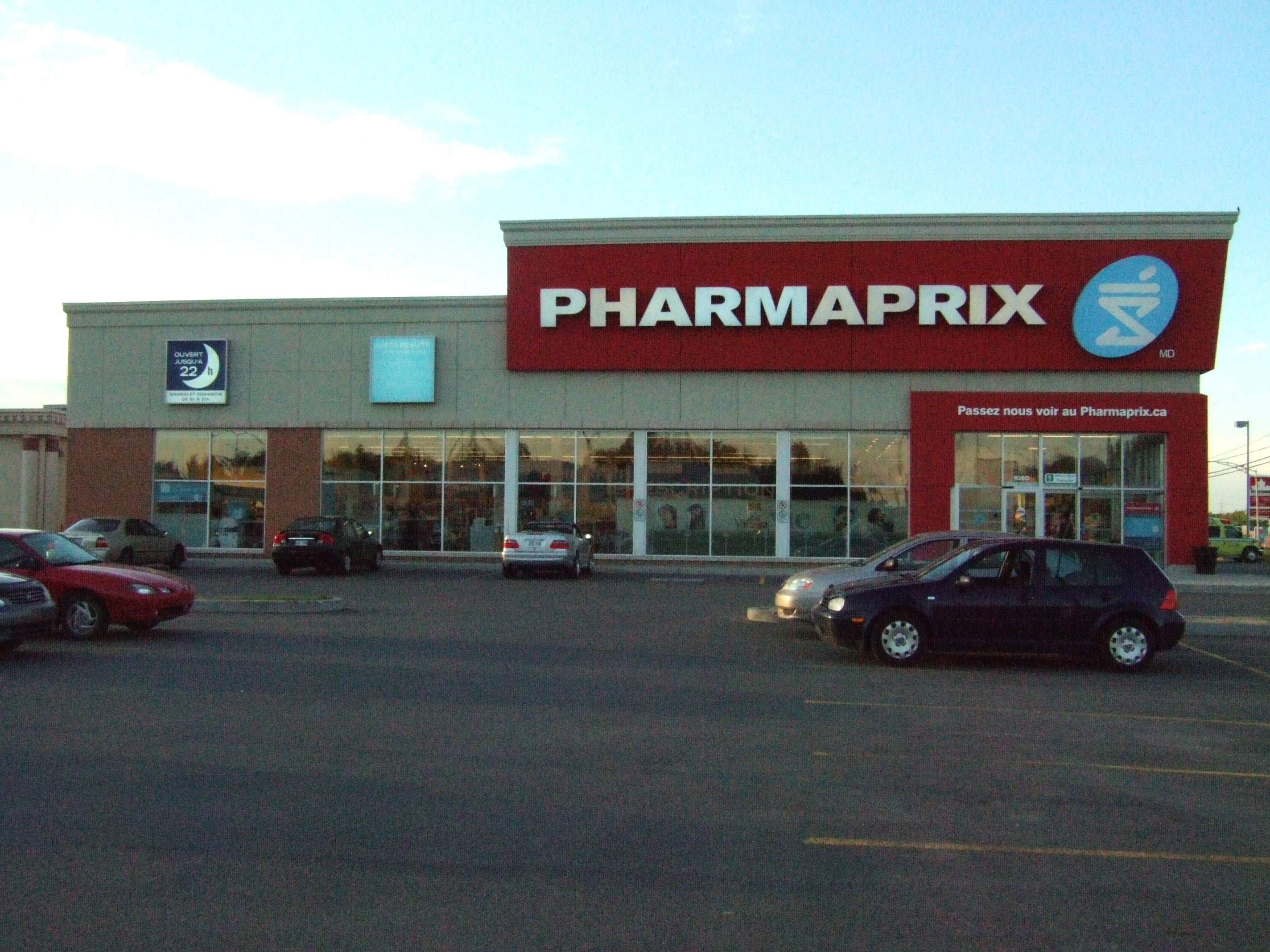
Pharmacie Pharmaprix d’Alma.

Ses pharmacies suivaient alors le concept du « drugstore » américain avec la section des prescriptions et une autre avec un comptoir pour soda. Il élimina ce comptoir et mit dès lors l’accent sur le service de prescription tout en introduisant des rayons de produits de tous les jours. Il continua d’acquérir des pharmacies mais développe le concept de franchise en incitant des pharmaciens qui étaient propriétaires de leur établissement à rejoindre sa chaîne. Shoppers Drug Mart devient ainsi un regroupement de pharmaciens-propriétaires.

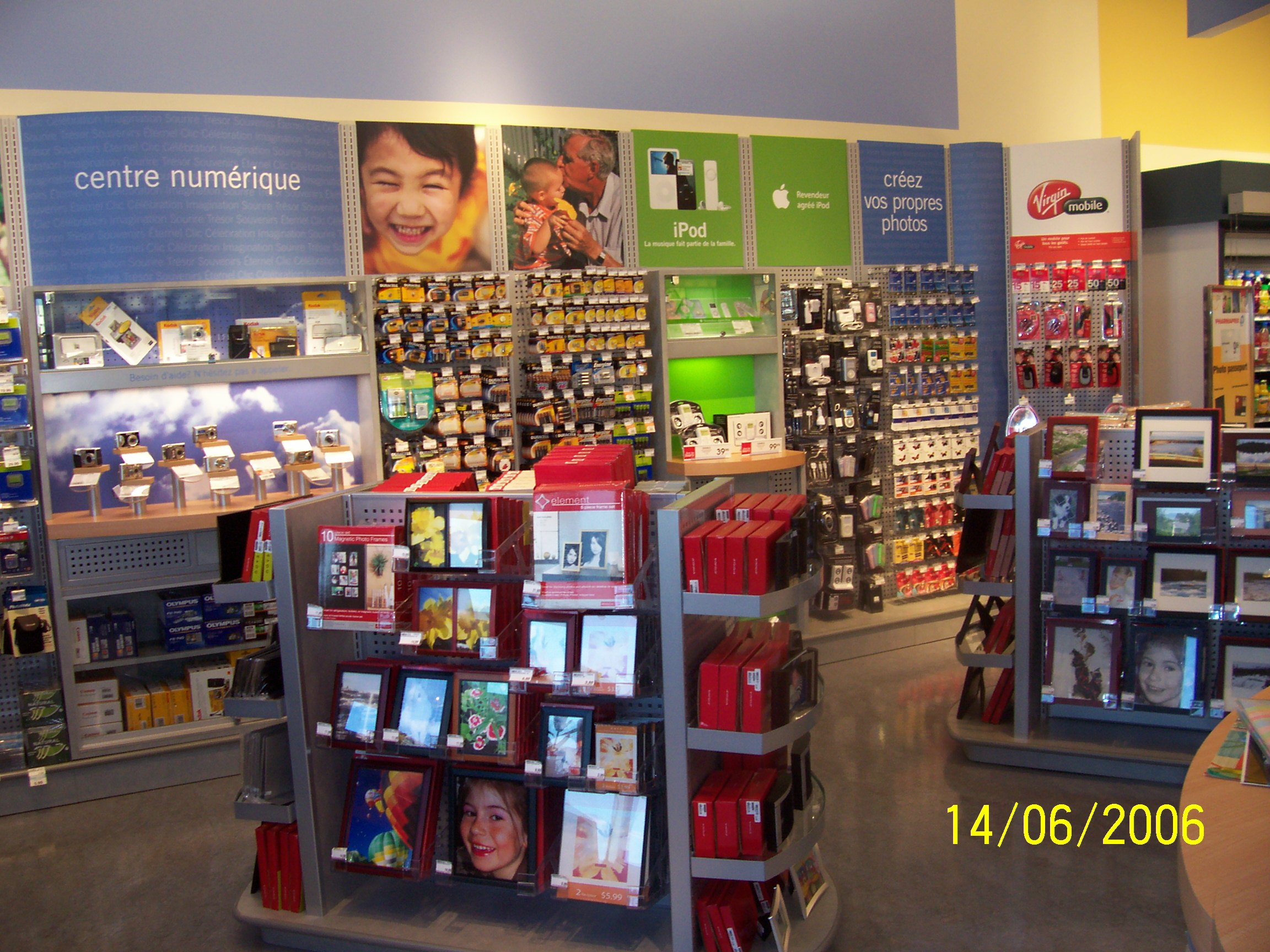
Centre Électronique Pharmaprix d’Alma.

Pour prendre de l’expansion, Shoppers Drug Mart fit l’acquisition de Cunningham Drug Stores Ltd. en Colombie-Britannique en 1970 et d’autres chaînes au Canada. Au Québec, pour satisfaire à la Charte de la langue française, on renomma les magasins « Pharmaprix ». En 1983, Koffler prit sa retraite et la chaîne fut vendue à Imasco (antérieurement Imperial Tobacco), la plus grande compagnie de tabac au Canada.
Entre 1983 et 2001, David Bloom (le président de la chaîne) introduisait les marques maison Life, Quo et Rialto ainsi que le programme de fidélisation Optimum. En 2000, elle fut vendue à un consortium d’investisseurs dont Kohlberg Kravis Roberts & Co. (KKR), Bain Capital inc., DLJ Merchant Banking Partners, Charlesbank Capital Partners LLC, le Régime de retraite des enseignantes et des enseignants de l’Ontario, CIBC Capital Partners ainsi qu’à des administrateurs et pharmaciens-propriétaires de Pharmaprix.
Le 27 avril 2007, Pharmaprix ouvrit son millième point de vente dans la région de Toronto.
Loblaw, un géant de l’alimentation au Canada, annonçait le 15 juillet 2013 qu’il mettait la main sur la chaîne de pharmacies Shoppers Drug Mart, mieux connue sous le nom de « Pharmaprix » au Québec. Le montant de la transaction fut évalué à 12,4 milliards $.
Le 31 janvier 2018, le programme de points Shoppers Optimum et Pharmaprix Optimum (au Québec) prit fin pour laisser place au nouveau programme PC Optimum. Ce nouveau programme est en fait une fusion du programme Shoppers Optimum (ou Pharmaprix Optimum au Québec) et de celui de PC Plus.
La famille Koffler est toujours propriétaire de Super-Pharm (en), une chaîne de pharmacies présente en Chine, en Israël et en Pologne. D’ailleurs, les pharmacies Super-Pharm utilisent quelques produits de marque privée tels que Life Brand et Quo qui sont également utilisés par les pharmacies Pharmaprix.